# Пиж

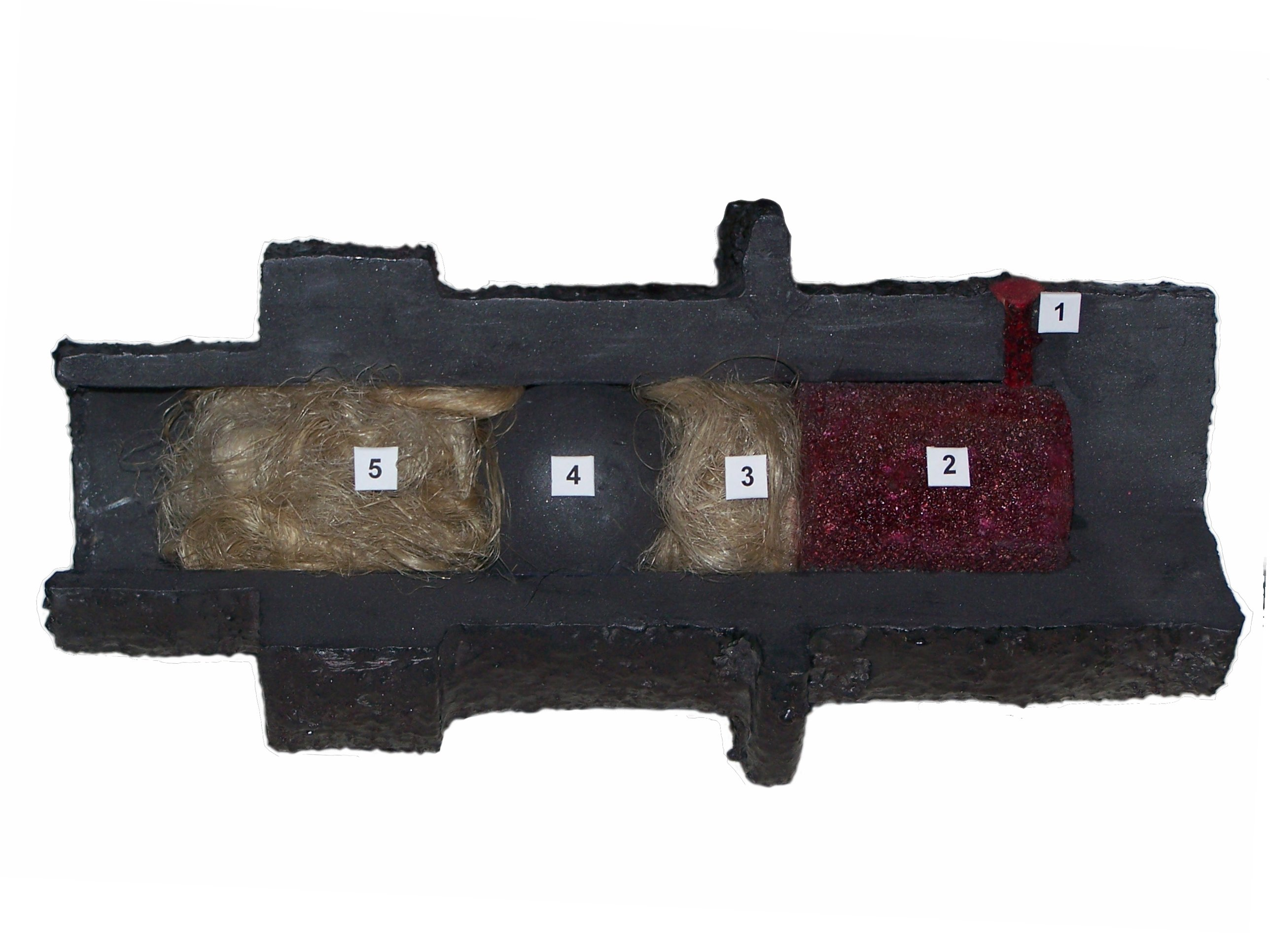
Заряд мортири: 1 — натруска в запалювальному отворі, 2 — основний заряд пороху, 3 і 5 — пиж, 4 — ядро

Пиж (від рос. пыж, пов'язаного з пузо, пузырь) — прокладка, що запобігає висипанню порохового й дробового заряду з патрона. У дульнозарядних рушницях і гарматах, і сучасних мисливських рушницях — корок, який відокремлює порох від дробу, кулі чи ядра; а також забиває, запобігає висипанню і фіксує заряд. Для мисливських та дульнозарядних рушниць вживається слово кле́йтух, клинтух (від нім. *fleituch через пол. flejtuch).

## Історія

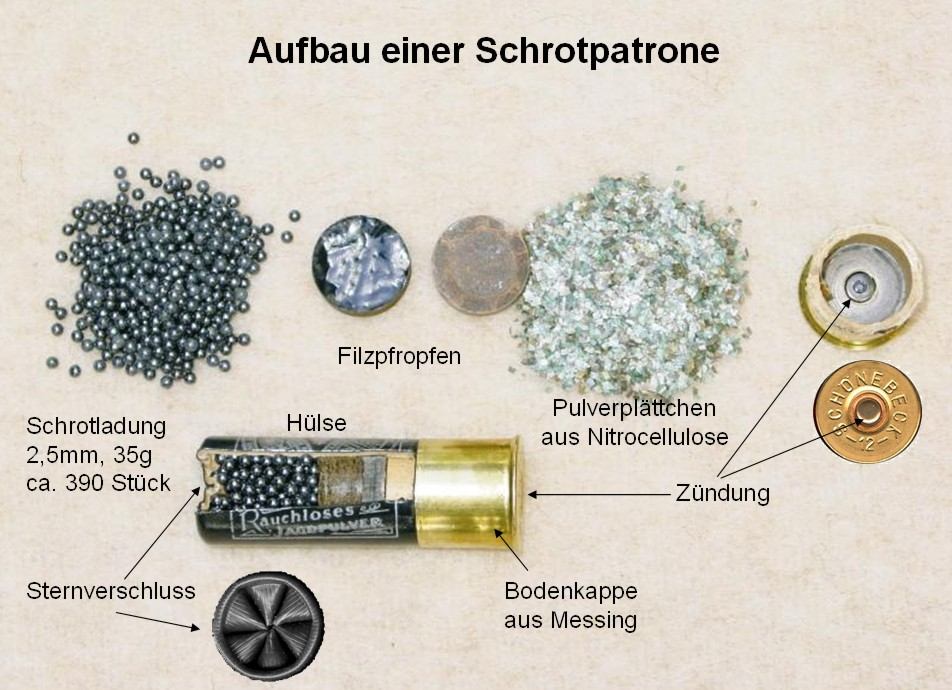
Складові дробового набою

Розріз пострілу гранатомета РПГ-7, № 20 позначено пиж з пінопласту

Історично клейтух виготовляли з повсті, вовни, прядива (клоччя), шкіри, картону, паперу. При заряджанні гармат після закладення у камору необхідної порції пороху (за допомогою лопатки-шуфлі або в картузі) за допомогою стрижня-забивача запихали у люфу клейтух, потім набій (ядро, бомбу, гранату), і нарешті ще один клейтух. Основним призначенням клейтухів є здійснення обтюрації — зменшення прориву порохових газів у шпари між набоєм та стінками ствола.
У дульнозарядній рушниці обидва клейтухи (перед кулею та після неї) уводили в ствол шомполом. При використанні паперового патрона стрілець розривав паперовий патрон, висипав порох у ствол зброї, потім використовував папір як клейтух та досилав зверху кулю. Крім забезпечення обтюрації, зовнішній рушничний клейтух ще фіксував кулю в каналі люфи, запобігаючи її випадінню.
У сучасних патронах заводського виготовлення в основному використовуються поліетиленові клейтухи-контейнери, відлиті як єдине ціле. Вони складаються з обтюратора, амортизатора та контейнера, що вміщує дріб або картеч.

## Джерело
- Ігор Наконечний. Про клейтухи [Архівовано 12 лютого 2022 у Wayback Machine.]. «Всеукраїнська асоціація мисливців та користувачів мисливських угідь»
- Балістика: криміналістичне вогнестрільне зброєзнавство: Підручник; За редакцією Петра Біленчука.– Київ: «BeeZone», 2003. 384 с. ISBN 966-8283-01-5
- Кофанов А. В., Кобилянський О. Л. Теоретичні та практичні аспекти криміналістичного дослідження гладкоствольної вогнепальної зброї. [Архівовано 12 лютого 2022 у Wayback Machine.] — Методичні рекомендації. — Київ: КИЙ, 2009. — 96 с
- Кофанов А. В. Теорія та методологія криміналістичного дослідження гладкоствольної вогнепальної зброї. [Архівовано 21 січня 2022 у Wayback Machine.] — Методичні рекомендації. — Київ: «КИЙ», 2009. — 76 с. ISBN 978-966-316-219-7
- R.A. Steindler. The firearms dictionary. Stackpole Books, 288 p. 1970 ISBN 0811706141(англ.)
- Glossary of Firearms Terminology [Архівовано 12 лютого 2022 у Wayback Machine.] European Firearm Experts(англ.)
- John Deane. Manual of the History and Science of Firearms, Kessinger Publishing, Kapitel «Of Gun Wadding», Longman, Brown, 1858(англ.)
- Peter Hawker. Instructions to Young Sportsmen in All that Relates to Guns and Shooting [Архівовано 12 лютого 2022 у Wayback Machine.], Longman, Rees, Orme, Brown, and Green, 1830(англ.)